# HC Olten
HC Olten is een Zwitserse hockeyclub uit Olten.
De club werd opgericht in 1923 en komt momenteel bij zowel de heren als bij de dames uit op het hoogste niveau. De club behaalde in 2001 de beste prestatie op Europees niveau. Bij het Europacup II toernooi (A-divisie) behaalde de club een vijfde plaats.

## Erelijst

### Heren
- EuroHockey Cup Winners Challenge (veld): 1998
- Landskampioen: 1934, 1949, 1952, 1958, 1964, 1976, 1980, 1981, 1983, 1984, 1985, 1986, 1989, 1990, 1997, 1999
- Bekerwinnaar: 1942, 1946, 1952, 1964, 1979, 1982, 1983, 1997, 1998, 2000, 2006
- Zaalhockeykampioen: 1985, 1994

### Dames
- Landskampioen: 2010
- Bekerwinnaar: 1993, 1999, 2006, 2008, 2009
- Zaalhockeykampioen: 1979 (DHC Olten), 2006